# Udo Hempel
Udo Hempel, född den 3 november 1946 i Düsseldorf, är en  tysk tidigare tävlingscyklist. Som amatör ingick han i det guldvinnande västtyska laget i lagförföljelselopp vid Olympiska spelen 1972 (München) och även i silverlaget vid Olympiska spelen 1968 (Mexico City) Därtill ingick han i Västtysklands världsmästarlag 1970. 1973 blev han professionell och som sådan blev han västtysk mästare i sprint 1975, samt körde ett antal sexdagarslopp (vilket ledde till flera podieplaceringar, men ingen seger).
Efter sin aktiva karriär arbetade Hempel som västtysk förbundskapten för banlandslaget från 1982 till 1988.

## Meriter

### Amatör
1968
 Västtysk mästare i omnium
 2:a i lagförföljelselopp vid Olympiska spelen (med Karl-Heinz Henrichs, Jürgen Kissner och Karl Link)
1970
 Världsmästare i lagförföljelselopp (med Peter Vonhof, Günter Haritz och Ernst Claussmeyer)
1971
 Västtysk mästare i omnium
 Västtysk mästare i madison med Ernst Claussmeyer
 3:a i lagförföljelselopp vid Världsmästerskapen  (med Jürgen Colombo, Günter Haritz och Peter Vonhof)
1972
 Olympisk mästare i lagförföljelselopp (med Jürgen Colombo, Günter Haritz och Günther Schumacher)

### Professionell

#### Västtyska mästerskap
| 1975 Västtysk mästare i sprint 1976 2:a i sprint | 1981 2:a i madison med Günther Schumacher |

#### Sexdagarslopp
| 1973/1974 3:a i Münsters sexdagars (nov.) med Günter Haritz 3:a i Kölns sexdagars (dec./jan.) med Leo Duyndam 1974/1975 2:a i Dortmunds sexdagars (okt.) med Günter Haritz 3:a i Münsters sexdagars (nov.) med Günter Haritz 3:a i Zürichs sexdagars (nov./dec.) med Günter Haritz 3:a i Bremens sexdagars (jan.) med Günter Haritz 1975/1976 2:a i Zürichs sexdagars (dec.) med René Savary 3:a i Frankfurts sexdagars (okt.) med Dieter Kemper 3:a i Münsters sexdagars (nov.) med Dieter Kemper 3:a i Kölns sexdagars (dec./jan.) med Klaus Bugdahl 1976/1977 3:a i Frankfurts sexdagars (okt.) med Jürgen Tschan 3:a i Münchens sexdagars (nov.) med Jürgen Tschan | 1977/1978 3:a i Zürichs sexdagars (nov./dec.) med René Savary 1978/1979 3:a i Münsters sexdagars (nov.) med Günther Schumacher 1979/1980 2:a i Münsters sexdagars (nov.) med Günther Schumacher 1980/1981 2:a i Zürichs sexdagars (dec.) med Albert Fritz 3:a i Hannovers sexdagars (feb./mar.) med Günther Schumacher 1981/1982 3:a i Maastrichts sexdagars (dec.) med Josef Kristen 1982/1983 3:a i Grenobles sexdagars (okt./nov.) med Joop Zoetemelk |